# Lago Zappello
Il lago Zappello è un lago alpino stagionale che si forma in val d'Ambria alla quota di 1.502 m, all'interno del Parco delle Orobie Valtellinesi, in provincia di Sondrio. Si tratta di un lago temporaneo, in quanto ogni anno raggiunge il suo massimo volume in tarda primavera per via dello scioglimento delle nevi, per poi calare gradualmente di dimensione e scomparire del tutto in estate, lasciando posto ad una piana erbosa.